# Eleição presidencial no Afeganistão em 2004
A eleição presidencial afegã de 2004 foi realizada em 9 de outubro daquele ano.
Hamid Karzai venceu as eleições com 55,4% dos votos e três vezes mais votos do que qualquer outro candidato. Doze candidatos receberam menos de 1% dos votos. Estima-se que mais de três quartos dos cerca de 12 milhões de eleitores registrados no Afeganistão votaram. A eleição foi supervisionada pelo Órgão de Gestão Conjunta Eleitoral, presidida por Zakim Shah e vice-presidida por Ray Kennedy, um funcionário estadunidense para as Nações Unidas.

## Controvérsias
Todos os candidatos, exceto Karzai, Gailani e Aarian, declararam publicamente que estavam boicotando a votação e ignorariam o resultados - unindo efetivamente os diferentes opositores de Karzai. Dois dos principais candidatos da oposição, o líder hazara Mohammed Mohaqeq e o general uzbeque Abdul Rashid Dostum, logo declararam que não tinham aderido ao boicote.
Depois que algumas acusações de fraude circularam no dia da eleição, pelo menos quinze candidatos declararam que estavam boicotando a votação, e como resposta, a ONU anunciou que iria criar um painel independente de três pessoas para investigar as acusações de irregularidades. O painel incluiu um ex-diplomata canadense, um especialista eleitoral sueco, e um terceiro membro mais tarde nomeado pela União Europeia.
Uma fraude significativa ocorreu na eleição presidencial de 2004, apesar de não atrair o nível de atenção internacional como a fraude na eleição presidencial de 2009.
No dia da eleição houve várias reclamações de que a tinta usada para marcar os eleitores poderia ser facilmente removida e que isso havia resultado em votação múltipla, bem como casos isolados de intimidação e campanha nos centros de votação.
Em setembro de 2009, Hamid Karzai, minimizando a importância das fraudes na eleição presidencial de 2009, disse que "houve fraude em 2004" também. Em 3 de setembro de 2009, quando os enviados dos Estados Unidos, Grã-Bretanha, França, Alemanha e outras nações ocidentais se reuniram em Paris para discutir a recente eleição afegã, o representante especial da ONU no Afeganistão, Kai Eide, afirmou que as eleições presidenciais de 2009, amplamente caracterizadas por fraude desenfreada e intimidação "foi uma eleição melhor do que há cinco anos". 
Os rebeldes leais à antiga liderança Taliban haviam prometido perturbar as eleições, acusando os Estados Unidos de se moverem para dominar a região.

## Resultados

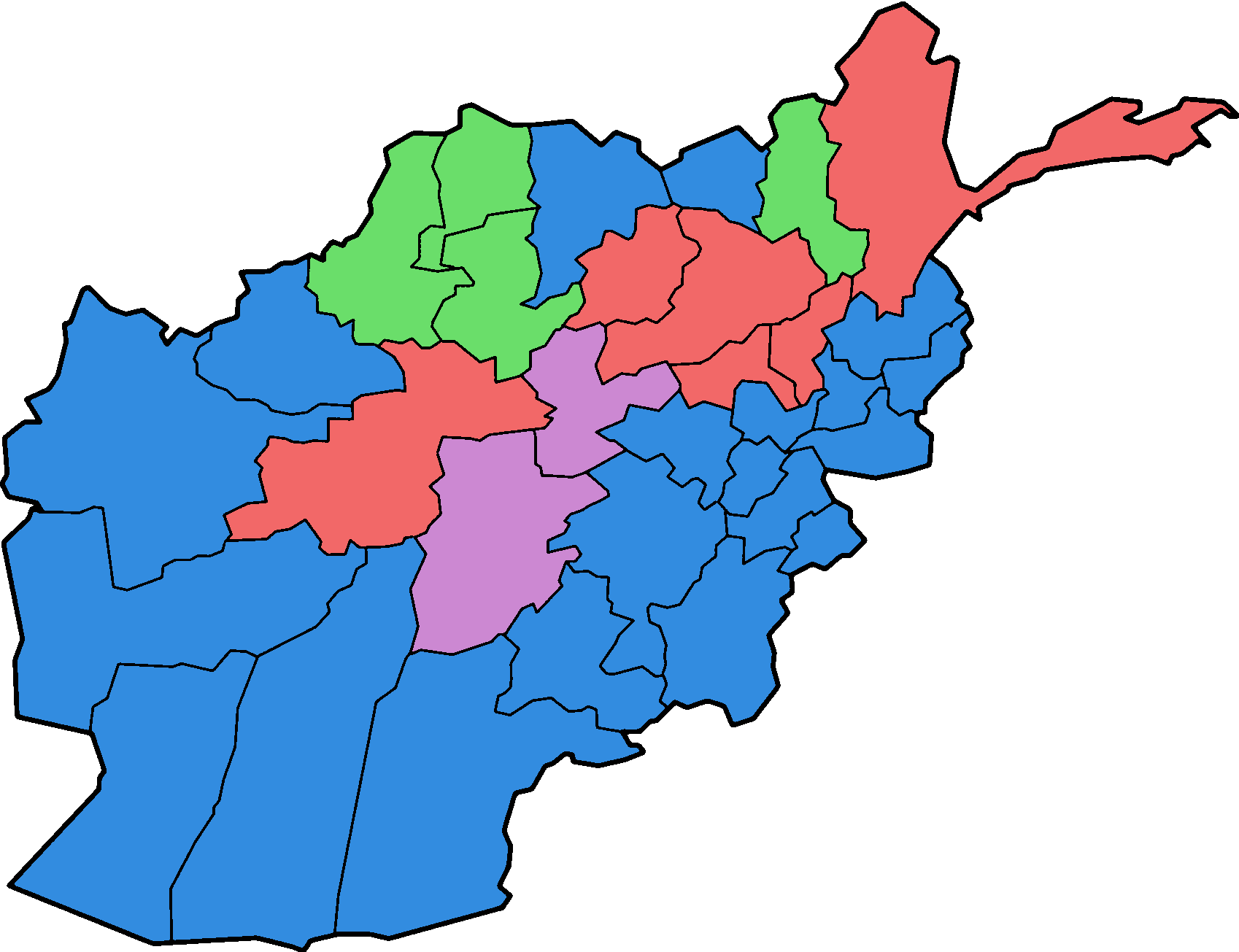
Hamid Karzai
Yunus Qanuni
Abdul Rashid Dostum
Mohammed Mohaqiq

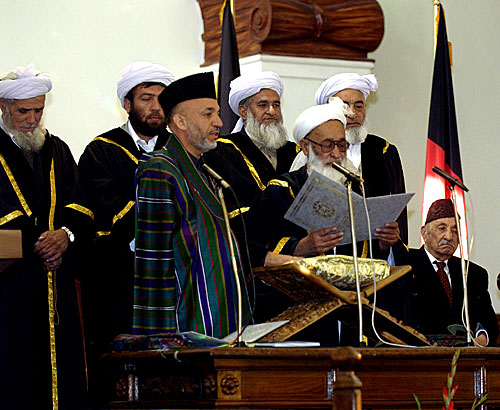
Posse do presidente Hamid Karzai em 7 de dezembro de 2004, após vencer a eleição presidencial.

Síntese dos resultados da eleição presidencial de 9 de Outubro de 2004 no Afeganistão
| Candidatos                                     | Candidatos                                     | Indicação do partido/Partido                   | Etnia                                          | Votos     | %      |
| ---------------------------------------------- | ---------------------------------------------- | ---------------------------------------------- | ---------------------------------------------- | --------- | ------ |
|                                                | Hamid Karzai                                   | Independente                                   | Pashtun                                        | 4,443,029 | 55.4%  |
|                                                | Yunus Qanuni                                   | Partido Novo Afeganistão                       | Tajique                                        | 1,306,503 | 16.3%  |
|                                                | Mohammed Mohaqiq                               | Independente/PIUPA                             | Hazara                                         | 935,325   | 11.7%  |
|                                                | Abdul Rashid Dostum                            | Independente/Movimento Islâmico Nacional       | Uzbeque                                        | 804,861   | 10.0%  |
|                                                | Abdul Latif Pedram                             | Partido do Congresso Nacional                  | Tajique                                        | 110,160   | 1.4%   |
|                                                | Massouda Jalal                                 | Independente                                   | Tajique                                        | 91,415    | 1.1%   |
|                                                | Sayed Ashaq Gailani                            | Movimento Nacional de Solidariedade            | Pashtun                                        | 80,081    | 1.0%   |
|                                                | Ahmad Shah Ahmadzai                            | Independente/Movimento Revolucionário Islâmico | Pashtun                                        | 60,199    | 0.8%   |
|                                                | Abdul Satar Sirat                              | Independente                                   | Uzbeque                                        | 30,201    | 0.4%   |
|                                                | Hamyon Shah Aasifi                             | Independente/Partido de Unidade Nacional       | Pashtun                                        | 26,224    | 0.3%   |
|                                                | Ghulam Farooq Nejrabi                          | Partido da Independência Afegã                 | Tajique                                        | 24,232    | 0.3%   |
|                                                | Sayed Abdul Hadi Dabir                         | Independente                                   | Tajique                                        | 24,057    | 0.3%   |
|                                                | Abdul Hafiz Mansoor                            | Independente/Jamiat-e Islami                   | Tajique                                        | 19,728    | 0.2%   |
|                                                | Abdul Hadi Khalilzai                           | Independente                                   | Pashtun                                        | 18,082    | 0.2%   |
|                                                | Mir Mahfuz Nedahi                              | Independente                                   | Pashtun                                        | 16,054    | 0.2%   |
|                                                | Mohammed Ibrahim Rashid                        | Independente                                   | Pashtun                                        | 14,242    | 0.2%   |
|                                                | Wakil Mangal                                   | Independente                                   | Pashtun                                        | 11,770    | 0.1%   |
|                                                | Abdul Hasib Aarian                             | Independente                                   | Tajique                                        | 8,373     | 0.1%   |
| Total de votos válidos (comparecimento de 70%) | Total de votos válidos (comparecimento de 70%) | Total de votos válidos (comparecimento de 70%) | Total de votos válidos (comparecimento de 70%) | 8,024,536 | 100.0% |
| Votos nulos                                    | Votos nulos                                    | Votos nulos                                    | Votos nulos                                    | 104,404   |        |
| Total de Votos                                 | Total de Votos                                 | Total de Votos                                 | Total de Votos                                 | 8,128,940 |        |

Notas:
- Votos inválidos representaram 1,3% do total de votos.
- Vários candidatos foram listados na cédula como independentes, apesar da filiação reconhecida aos partidos políticos ou grupos (indicados entre parênteses).
- Os candidatos marcados com um asterisco endossaram Hamid Karzai em 6 de outubro, o último dia de campanha; os seus nomes permaneceram na cédula.
- Havia uma candidata do sexo feminino (Massouda Jalal).
- As cédulas foram todas contadas manualmente.
- 70% dos eleitores registrados votaram.